# Shotor Pā
Shotor Pā (persiska: شتر پا) är en ort i Iran.   Den ligger i provinsen Khorasan, i den nordöstra delen av landet, 700 km öster om huvudstaden Teheran. Shotor Pā ligger 1 123 meter över havet och antalet invånare är 311.
Terrängen runt Shotor Pā är platt åt sydväst, men åt nordost är den kuperad. Runt Shotor Pā är det ganska glesbefolkat, med 35 invånare per kvadratkilometer. Närmaste större samhälle är Chenārān, 8,9 km söder om Shotor Pā. Omgivningarna runt Shotor Pā är i huvudsak ett öppet busklandskap.